# 黃角咀

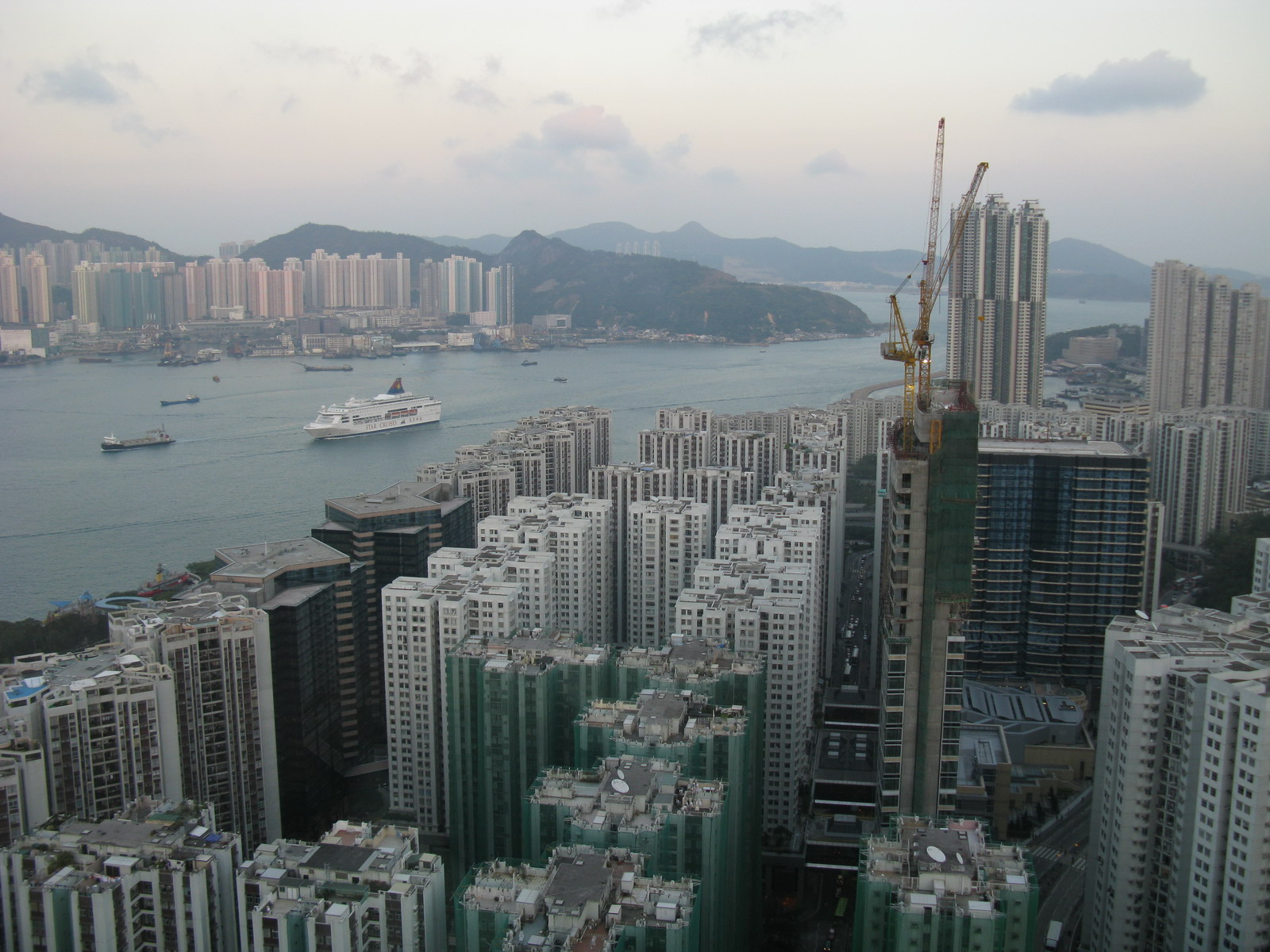
太古城東面部份，原址是黃角咀海角

黃角咀（直译：Wong Kok Tsui）是香港東區鰂魚涌的一處已消失海角，位於鰂魚涌和西灣河之間，康山東北面。

## 歷史

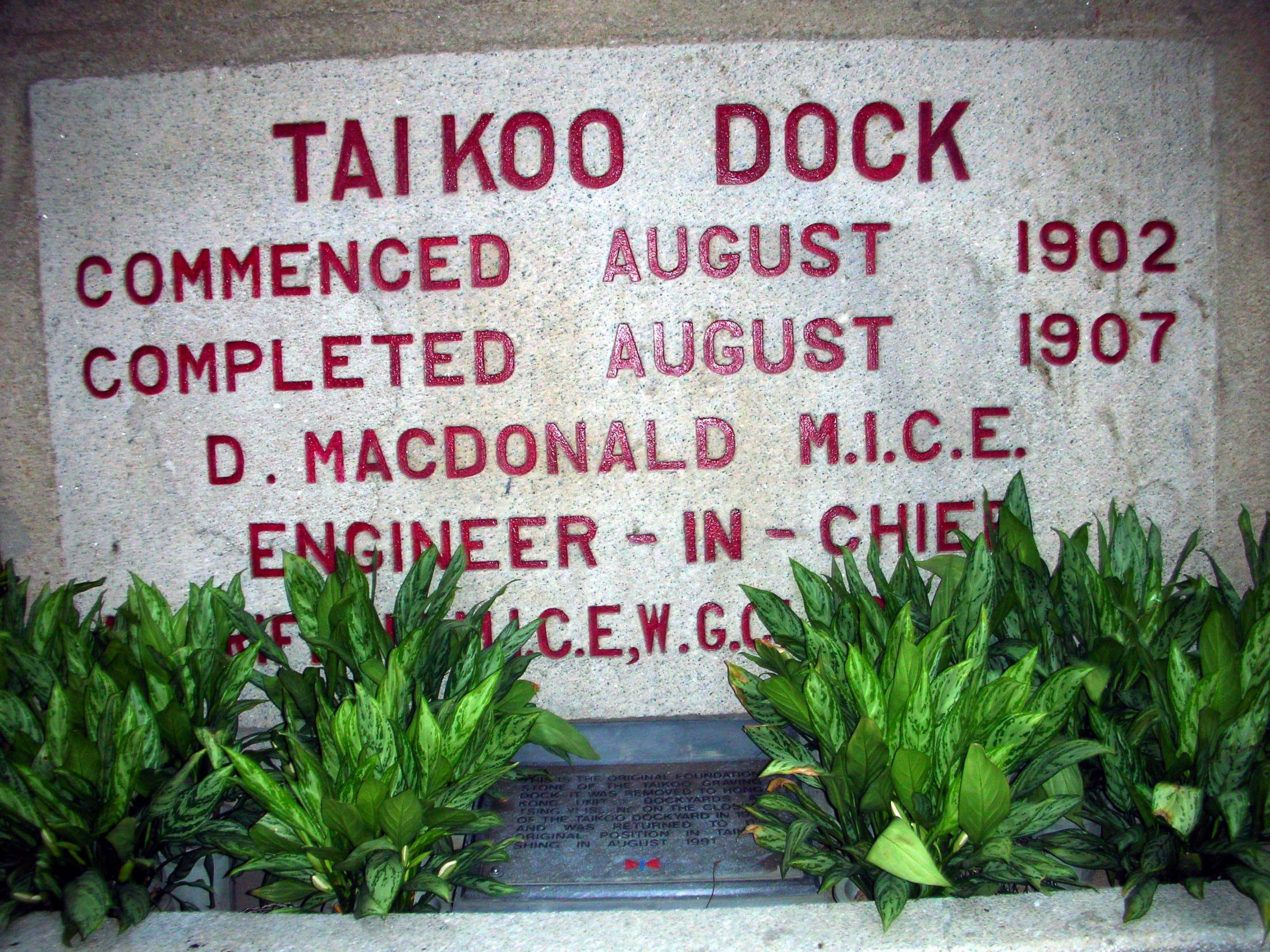
太古船塢落成碑記，現存於太古城內

黃角咀是康山西北麓延伸出維多利亞港的海角，即現今太古城東面部份一帶。在香港開埠之初至20世紀前，海角的兩邊灘頭分別建有水井灣村（西面）和黃角咀村（東面），水井灣村規模略大，兩村村民多為西灣河山上石塘的打石工人。1902年，太古洋行拆遷水井灣村和黃角咀村，將海角山頭平整並填海，於1907年發展成太古船塢。